# György Apponyi
Contele György Apponyi de Nagyappony (n. 29 decembrie 1808, Pozsony, Imperiul Austriac – d. 28 februarie 1899, Malinovo, Districtul Senec, Slovacia) a fost un politician conservator maghiar, care a ocupat funcția de cancelar al Ungariei între 1846 și 1848. El a fost membru al Academiei Ungare de Științe din anul 1858. A fost numit președinte al Camerei Magnaților în 1861, când împăratul Francisc Iosif I a convocat Dieta Ungariei. Ca lider al grupului „vechilor conservatori” el a participat la negocierea compromisului austro-ungar după 1862.

## Cariera politică

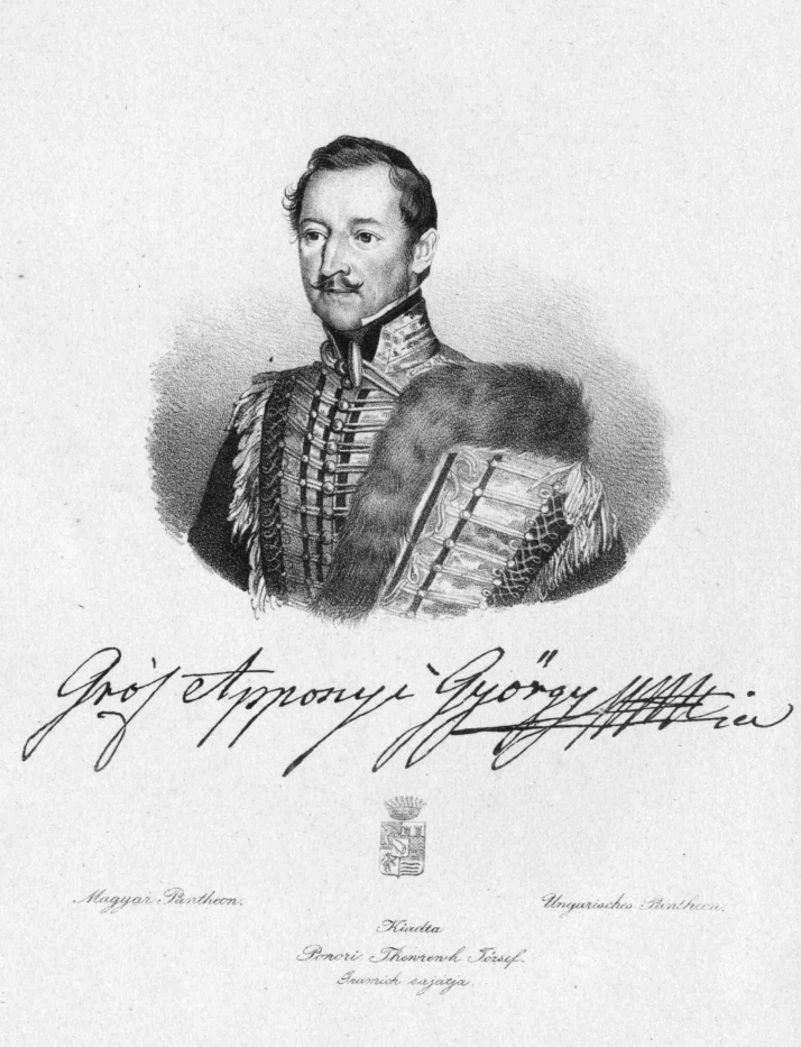
György Apponyi

György Apponyi provenea din familia nobiliară Apponyi. El a îndeplinit funcția de secretar al Cancelariei Austriece din Ungaria. A devenit activ pe plan politic din 1843-1844. În calitate de cancelar al curții, el a condus din 1846 partidul conservator-aristocratic  și s-a manifestat ca un adversar ferm al tuturor aspirațiilor naționaliste maghiare. Un acord cu liderul opoziției, Lajos Kossuth, a eșuat ca urmare a izbucnirii Revoluției Maghiare de la 1848-1849.
Nu a participat la Revoluția Maghiară și, după o perioadă de retragere din viața politică, contele Apponyi a devenit în 1859 membru pe viață al Parlamentului de la Viena. A luptat pentru independența Ungariei și a fost un lider influent al partidului național. La 20 octombrie 1860 a fost Judex Curiae la Pesta și a prezidat conferința privind reorganizarea jurisdicției maghiare.
În calitate de comisar imperial împuternicit, el a deschis pe 6 aprilie 1861 lucrările Parlamentului de la Budapesta și a condus Casa Magnaților și biroul Dietei Ungariei. După dizolvarea Dietei (21 august), el a rămas în funcția de Judex Curiae. Se spera că el va aduce un echilibru politic între Austria și Ungaria, dar pe 8 aprilie 1863 a demisionat din funcție. În afară de participarea sa la ședințele parlamentului de stat în 1865 și la mai multe ședințe ale Camera Magnaților, el s-a retras din activitatea politică și a trăit la Pozsony (azi Bratislava).
Fiul său a fost Albert Apponyi, președintele Camerei Reprezentanților, ministrul religiei și educației publice și conducătorul delegației maghiare la Conferința de Pace de la Versailles ce a prezentat cazul Ungariei în fața Puterilor Aliate și Asociate adunate acolo pentru a stabili termenii tratatului de pace cu Ungaria, care a devenit cunoscut ulterior ca Tratatul de la Trianon, deoarece a fost semnat în Sala Mare a Palatului Grand Trianon.